# Route nationale 4 (Belgique)
Pour les articles homonymes, voir N4 et Route nationale 4.
La route nationale 4 est une route belge reliant Bruxelles à Luxembourg en passant notamment par Namur.
Avant le développement massif d'autoroutes, la N4 était une artère principale pour le trafic se rendant au sud-est de Bruxelles ou vers l'Ardenne et plus globalement une liaison du centre de la Région wallonne avec Bruxelles. Elle traverse aujourd'hui un chapelet presque ininterrompu de villes, villages et banlieues jusqu'à Namur, entrecoupé de brefs tronçons à 2 × 2 voies rapides limités à 90 km/h. Au-delà de Namur, la route comporte presque toujours 2 × 2 voies limitées à 90 ou 120 km/h, sauf exception sur le territoire de communes ayant développé une politique de sécurité routière. La N4 est en effet l'épicentre économique de nombreux villages-rues.
Elle a pour particularité de faire office de frontière entre la Belgique et le Luxembourg à hauteur de Martelange / Rombach.
Elle a été le théâtre de la catastrophe de Martelange, le 21 août 1967.

## Caractéristiques
La Nationale 4 démarre à Bruxelles où elle se confond avec la chaussée de Wavre, avant de prendre son matricule une fois sortie de l'agglomération de la capitale. À Namur, elle descend des hauteurs de Belgrade jusqu'à la gare et le boulevard Mélot, enjambe la Meuse par le pont des Ardennes et continue sa route vers le sud par Jambes, Erpent et Naninne.
Elle s'engouffre ensuite dans le massif ardennais en longeant Marche-en-Famenne, puis Bastogne. Au sud, elle marque physiquement la frontière avec le Grand-Duché de Luxembourg à hauteur de Martelange, où un seul côté de la route, en territoire luxembourgeois, est occupé par de nombreuses stations-service proposant carburants, tabacs et spiritueux aux prix luxembourgeois plus avantageux qu'en Belgique. Puis elle continue vers le sud en traversant le côté oriental de la forêt d'Anlier.
Elle entre ensuite en Lorraine belge en passant par Attert, puis continue vers Arlon où, après avoir passé le centre du côté oriental, elle coupe la voie romaine Reims-Trèves plus au sud au Wolberg où elle vire vers l'est et se dirige en ligne droite vers la frontière avec le Grand-Duché, à Rosenberg (B) / Steinfort (L). Là elle est prolongée pendant 30 km jusqu'à Luxembourg-ville par la « route nationale luxembourgeoise  ».

## Histoire

### Origines

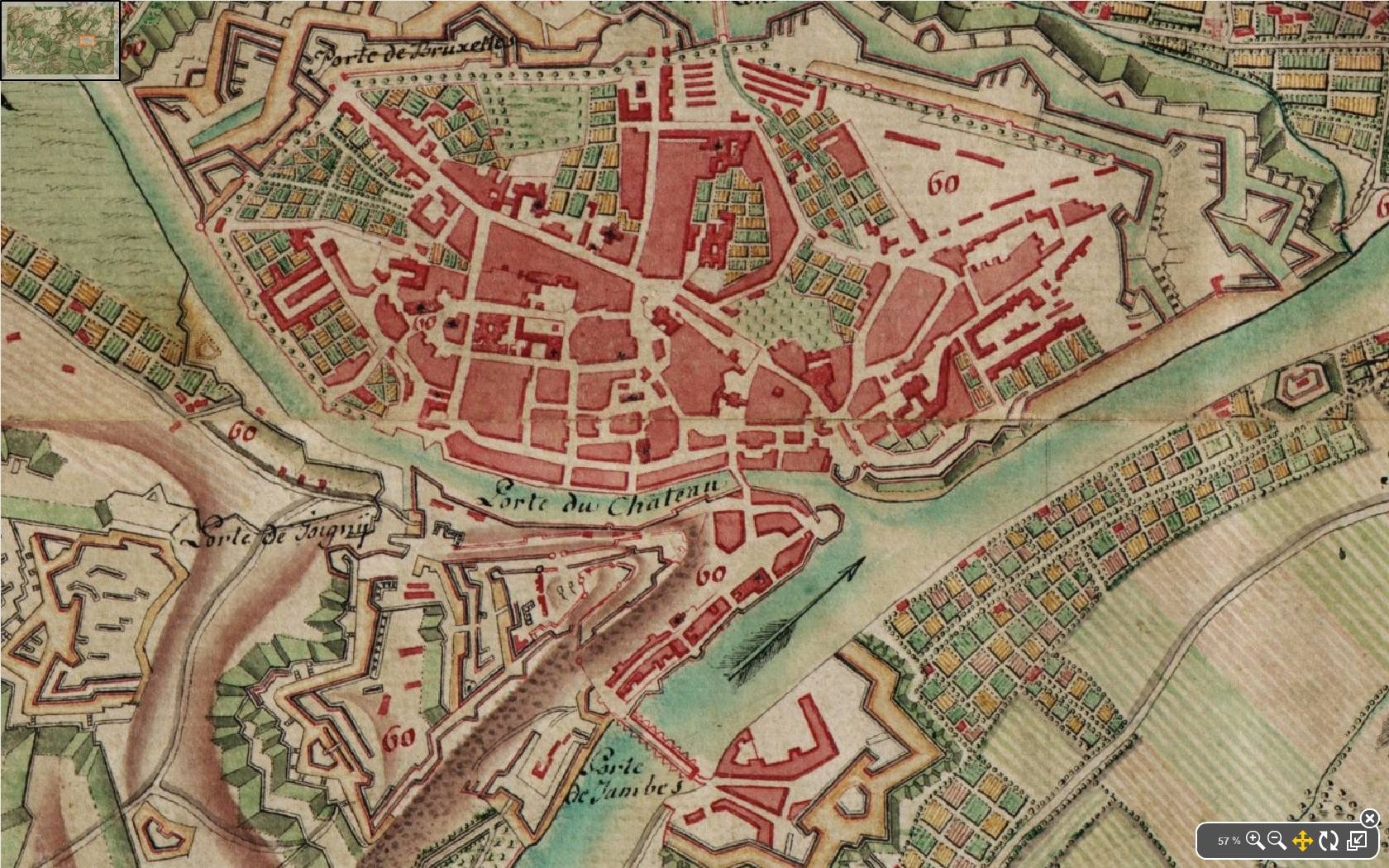
Détails de Namur sur la carte de Ferraris datant de la fin du XVIIIe siècle où se rejoignent la « chaussée de Bruxelles à Namur » ainsi que le « grand chemin de Namur à Luxembourg ».

On retrouve déjà les deux tronçons majeurs de la nationale 4 sur la carte de Ferraris datant de l'époque des Pays-Bas autrichiens à la fin du XVIIIe siècle. En effet, y sont mentionnés la « chaussée de Bruxelles à Namur » ainsi que le « grand chemin de Namur à Luxembourg » qui forment alors la chaussée Marie-Thérèse.
Le tronçon entre Arlon, Bastogne et Marche-en-Famenne trouve les origines de son tracé actuel par son empierrement entre 1817 et 1827, à l'époque où ce territoire est encore le Grand-duché de Luxembourg, un territoire personnel de Guillaume Ier d'Maison d'Orange-Nassau, souverain du royaume uni des Pays-Bas (la Belgique n'existant pas encore) et Grand-duc de Luxembourg. La nationale 4 était alors la principale voie reliant le centre des Pays-Bas méridionaux (dont Bruxelles était alors la capitale administrative) au sud du territoire, vers la ville de Luxembourg, chef-lieu de ce qui était alors considéré comme l'une des provinces du Royaume et où se trouvait une imposante forteresse où résidait une garnison mixte de l'armée néerlandaise et de l'armée prussienne.

### Frontière lors de la scission du Luxembourg

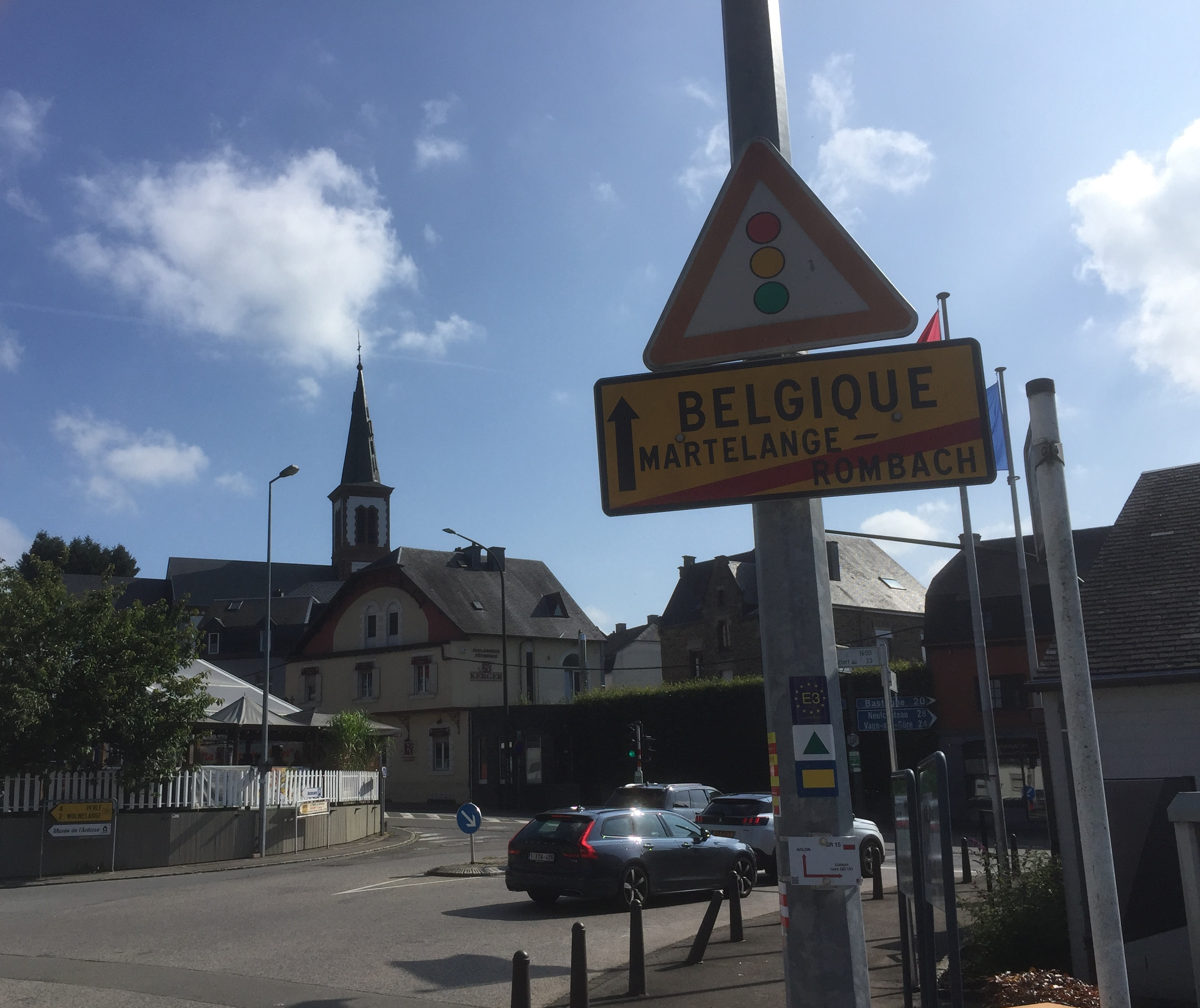
La scission du Luxembourg de 1839 coupa Martelange en deux le long de la nationale 4. LA partie occidentale demeura belge tandis que la partie orientale devint le village luxembourgeois de Rombach-Martelange.

Après l'indépendance de la Belgique et la guerre belgo-néerlandaise un traité signé le 19 avril 1839 (le traité des XXIV articles) divise le grand-duché en deux, selon des critères linguistiques. Les territoires reconnus comme étant de langue latine (ardennais, gaumais, lorrain, wallon etc.) sont concédés à la Belgique, tandis que les territoires de langue germanique (luxembourgeois, moyen allemand, moyen francique etc.) restèrent grand-ducaux, à l'exception notable du Pays d'Arlon qui, bien que d'idiome luxembourgeois, fut attribué à la Belgique car l'ancien ministre français des affaires étrangères, Charles-Maurice de Talleyrand-Périgord, souhaitait que la route reliant Longwy à Liège soit entièrement située en territoire belge après avoir quitté le territoire français. C'est donc le long de cette route, qui donnera plus tard naissance au tronçon de la nationale 4 entre Bastogne et  Arlon (puis à la nationale 883), que fut tracée une frontière inédite dans l'histoire du Luxembourg.
Le cas de Martelange, village traversé par ladite route, fut un cas particulier : le village devait initialement demeurer luxembourgeois mais fut scindé en deux entités distinctes de part et d'autre de la voirie. Sous l’insistance du député de l'arrondissement administratif de Bastogne, Constant d'Hoffschmidt, Martelange resta belge en étant formée des bâtiments situés du côté occidental de la route, tandis que ceux situés du côté oriental formèrent  une nouvelle entité, Rombach-Martelange, un village bientôt rattaché à la commune luxembourgeoise de Rambrouch. Cette situation pour le moins cocasse profite de manière notoire aux stations-services situées du côté luxembourgeois de la route et vendant alcools, carburants, tabacs et autres produits aux tarifs et à la fiscalité luxembourgeoise, plus avantageuse. 
Il est difficile de déterminer quand elle reçut son numéro, mais il obéit à une certaine logique, les premiers numéros de routes nationales rayonnant à partir de Bruxelles vers les grandes villes et chefs-lieux du pays dans le sens des aiguilles d'une montre. Anvers, Genk, Liège, Namur ou Charleroi sont ainsi reliées à Bruxelles par une nationale portant respectivement les numéros 1, 2, 3, 4 et 5.

### Seconde Guerre mondiale
Le tronçon de la N4 allant de la frontière luxembourgeoise (Arlon-Rosenberg) à Bastogne fait partie de la voie de la Liberté, un itinéraire créé en 1947, délimité par une série de bornes et correspondant à des chemins suivis par les Alliés lors de la libération de la France, de la Belgique et du Luxembourg pendant la Seconde Guerre mondiale. Toutes ces bornes sur la N4 sont d'origine (en 2007).

### Époque moderne
Dans les années 1960, la N4 a été pour les uns synonyme de vacances, de transport international pour les autres ou encore animation de la vie locale pour les habitants des communes traversées. Elle a été le seul axe rapide traversant la Région wallonne, vers l'Ardenne, la France ou l'Italie. Elle a été « doublée » par la création progressive (des années 1960 à la fin des années 1980) de l'autoroute  , également orientée du nord au sud, mais qui évite les centres urbains. Cette voie rapide quitte Bruxelles à hauteur de la station de métro Delta pour se terminer à la frontière du Luxembourg. Ces deux axes se croisent à hauteur de Notre-Dame-au-Bois (en néerlandais Jezus-Eik), de Wavre, de Courrière et d'Arlon, offrant à chaque fois une alternative aux conducteurs.
Le 21 août 1967 survient la catastrophe de Martelange : un camion rempli de 47 000 litres de GPL rate un virage terminant la longue et sinueuse descente (depuis Bastogne) de la nationale 4 vers Martelange et Rombach (Grand-duché de Luxembourg) et s'encastre dans le parapet droit du pont de la Sûre, la rivière locale. Le camion explose en plein cœur des deux villages, anéantissant plusieurs maisons et allumant des dizaines d'incendies, notamment de stations-service jalonnant la route. La catastrophe fait 22 morts et 47 blessés.
Avec la construction des autoroutes A4 et A26 dans les années 1980, la province de Luxembourg est connectée au réseau autoroutier belge, ce qui permet de délester considérablement le trafic sur la nationale 4. Plusieurs aménagements sont alors entrepris afin de sécuriser celle-ci, notamment par des passages à deux fois une voie. En 2019 des travaux commencent à Tenneville afin de mettre la nationale 4 sur deux fois une voie et de la limiter à 70km/h pour traverser le village.

## Infrastructure

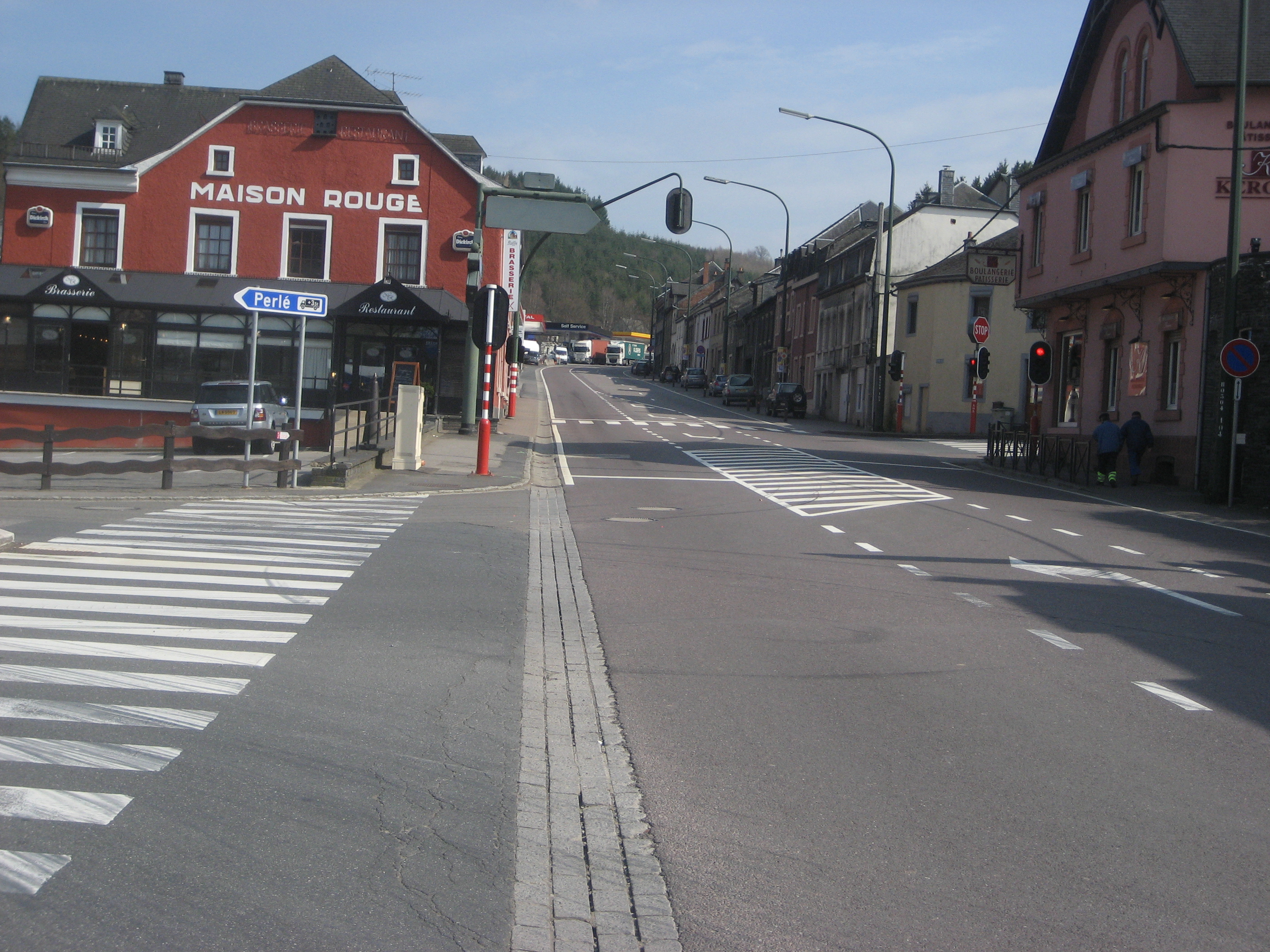
La Nationale 4 à Martelange / Rombach, où elle fait office de frontière entre la Belgique et le Luxembourg et où eut lieu la catastrophe de Martelange, en 1967.

La N4 présente deux visages très différents selon qu'on se trouve au nord ou au sud de Namur.
Au nord de Namur, elle se présente sous la forme d'une chaussée à trois ou quatre bandes. Dans le premier cas, la bande centrale est affectée à l'un des deux sens de circulation ou aux véhicules qui tournent à gauche. Les deux parties de la chaussée sont presque toujours sans séparation physique et donnent lieu à des accidents mortels. La vitesse maximale autorisée y est le plus souvent de 50 ou 70 km/h, plus rarement 90 km/h.
À Namur même, la N4 se fond dans les artères de la ville et est donc limitée en permanence à 50 km/h de Belgrade à Jambes.
Au sud de Namur, elle est la plupart du temps une voie express à chaussées séparées par soit des blocs en béton soit par une rambarde métallique sur une bande d'herbe. Les tronçons sans séparation physique des deux parties de la chaussée sont plus rares qu'au nord. La vitesse maximale autorisée y est le plus souvent de 90 ou 120 km/h.
À Martelange, rétrécie sur deux voies, elle fait frontière entre la Belgique et le Grand-Duché de Luxembourg. La partie orientale de la route, luxembourgeoise, est bordée de stations-essence, proposant également alcool et cigarettes, ces produits étant significativement moins chers au Grand-Duché du fait d'accises moins élevées.
Pour les conducteurs peu pressés, la N4 offre toujours une route plus agréable et bucolique pour atteindre le Sud de la Belgique ; elle est aussi utilisée lors de prévisions de gros trafic lors des vacances ou d'un grand nombre de personnes faisant la navette de Bruxelles à Luxembourg. Afin de préserver cette route, des tronçons sont toujours en rénovation.

## Sorties, échangeurs, intersections au sud de Namur

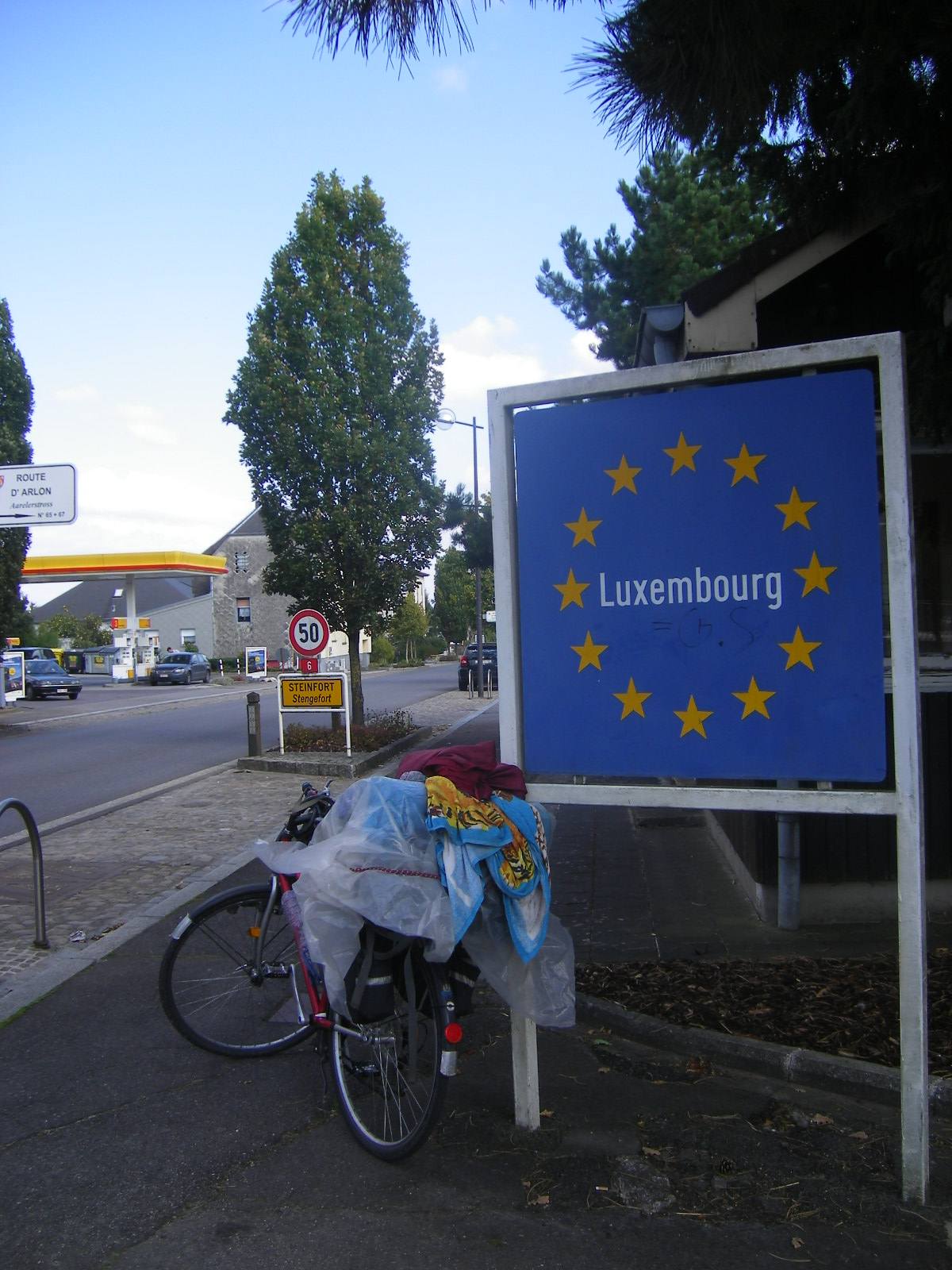
Frontière belgo-luxembourgeoise à Rosenberg-Steinfort

Comme mentionné ci-dessus, au sud de Namur, la N4 est presque une voie express, permettant d'identifier clairement la majorité des sorties, échangeurs et intersections, ce qui est virtuellement impossible sur la partie au nord de l'échangeur entre la N4 et la  .
- Échangeur avec la  18
- Courrière
- Sorinne-la-Longue
- Assesse
- Florée
- Échangeur entre N921 et  Ciney/Champion, en fait Hamois/Emptinne, au lieu-dit "La Belle Maison[7]"
- Échangeur entre  et  Ciney-Est, en fait Hamois/Emptinne, au lieu-dit "Fontaine[7]"
- Monin
- Scoville
- Scy/Leignon
- Nettinne
- Aye
- Marche-en-Famenne
- Waha
- Charneux
- Harsin
- Grune
- Bande
- Échangeur entre  et  Champlon (Barrière de Champlon)
- Amberloup
- Flamierge
- Laval/Flamisoul
- Échangeur entre   et  de Bastogne
- Bastogne-Ouest
- Bastogne-Sud
- Bastogne-Zoning
- Échangeur de Bastogne-Sud
- Sainlez
- Warnach
- Martelange
- Poste frontière du Grand-Duché de Luxembourg
- La Folie
- Échangeur entre  et , au lieu-dit "Corne du Bois des Pendus"
- Rodenhoff
- Attert
- Tontelange
- Bonnert
- Arlon : intersection avec la  au Carrefour de la Spetz
- Wolberg
- Rosenberg
- Frontière avec le Grand-Duché de Luxembourg juste avant Steinfort (Stengefort), prolongement par la

## Divers
- En 2007, elle fait l'objet d'une exposition itinérante.
- La nationale 4 était empruntée par l'ancienne ligne de bus TEC 1011, plus longue ligne régulière de Belgique.

## Images

Quelques jalons visuels le long de la N4
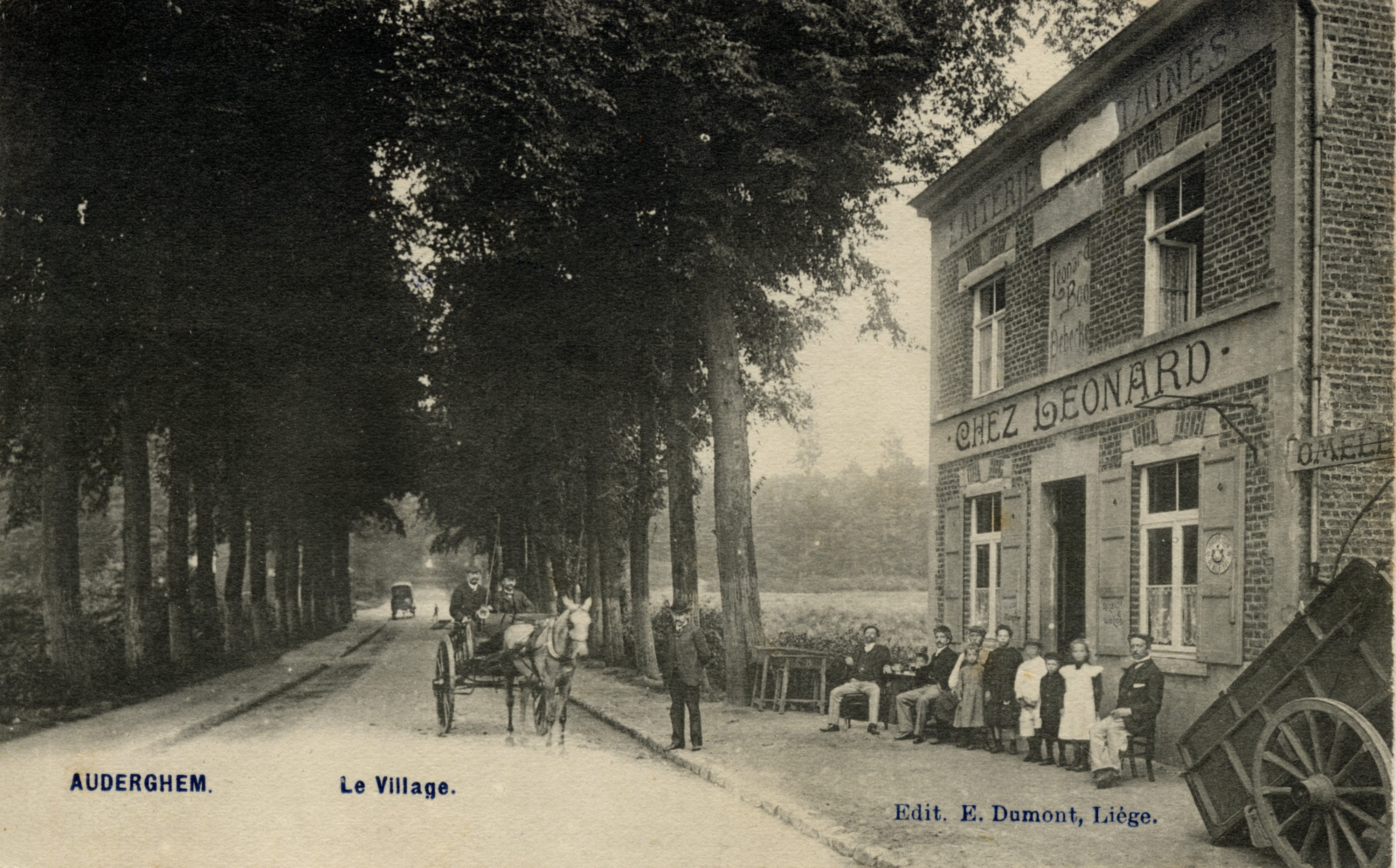
L'auberge de 1905 qui donna plus tard son nom au Carrefour Léonard.
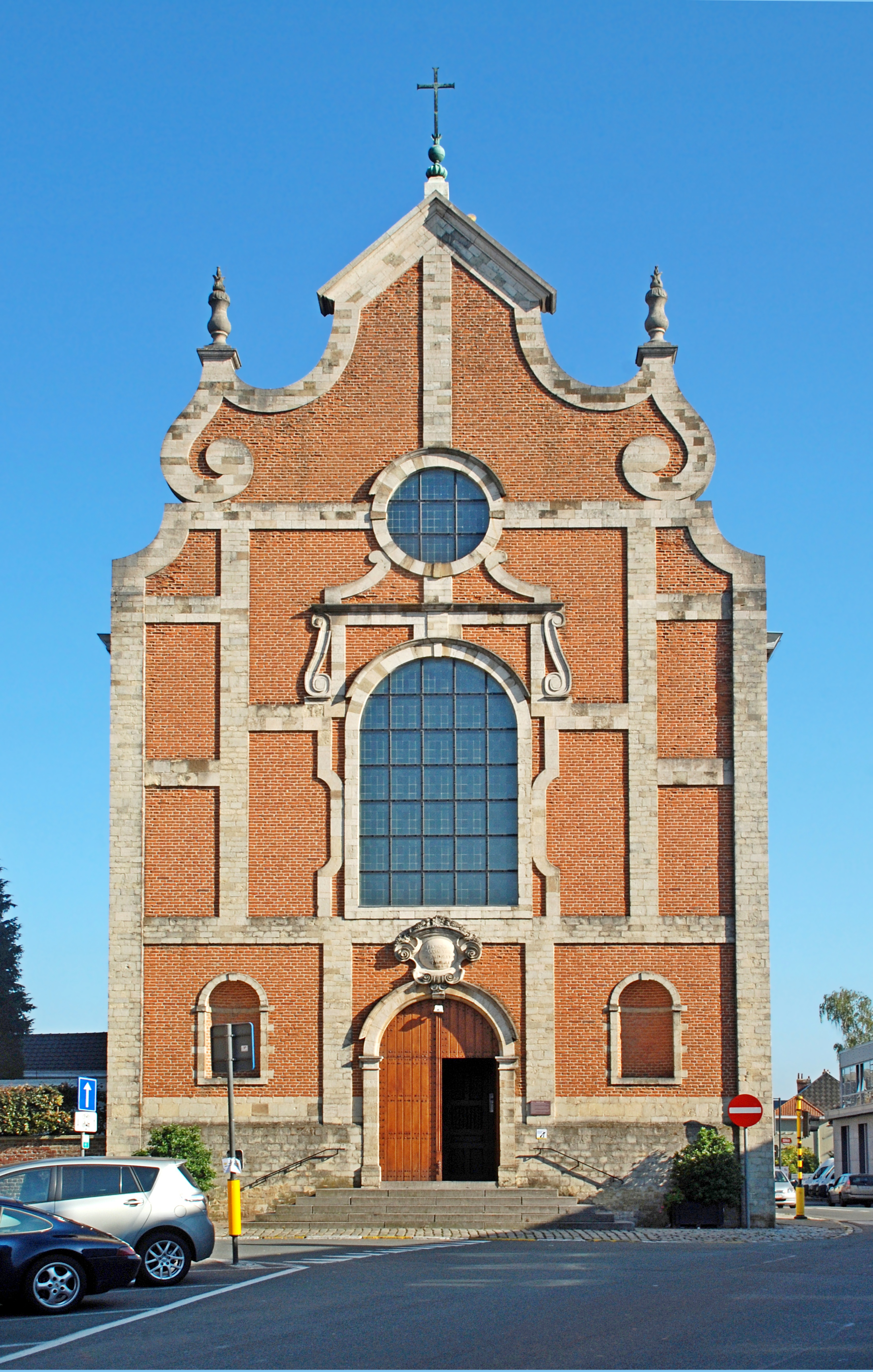
L'Église Notre-Dame-au-Bois (Notre-Dame-au-Bois, en néerlandais Jezus-Eik).
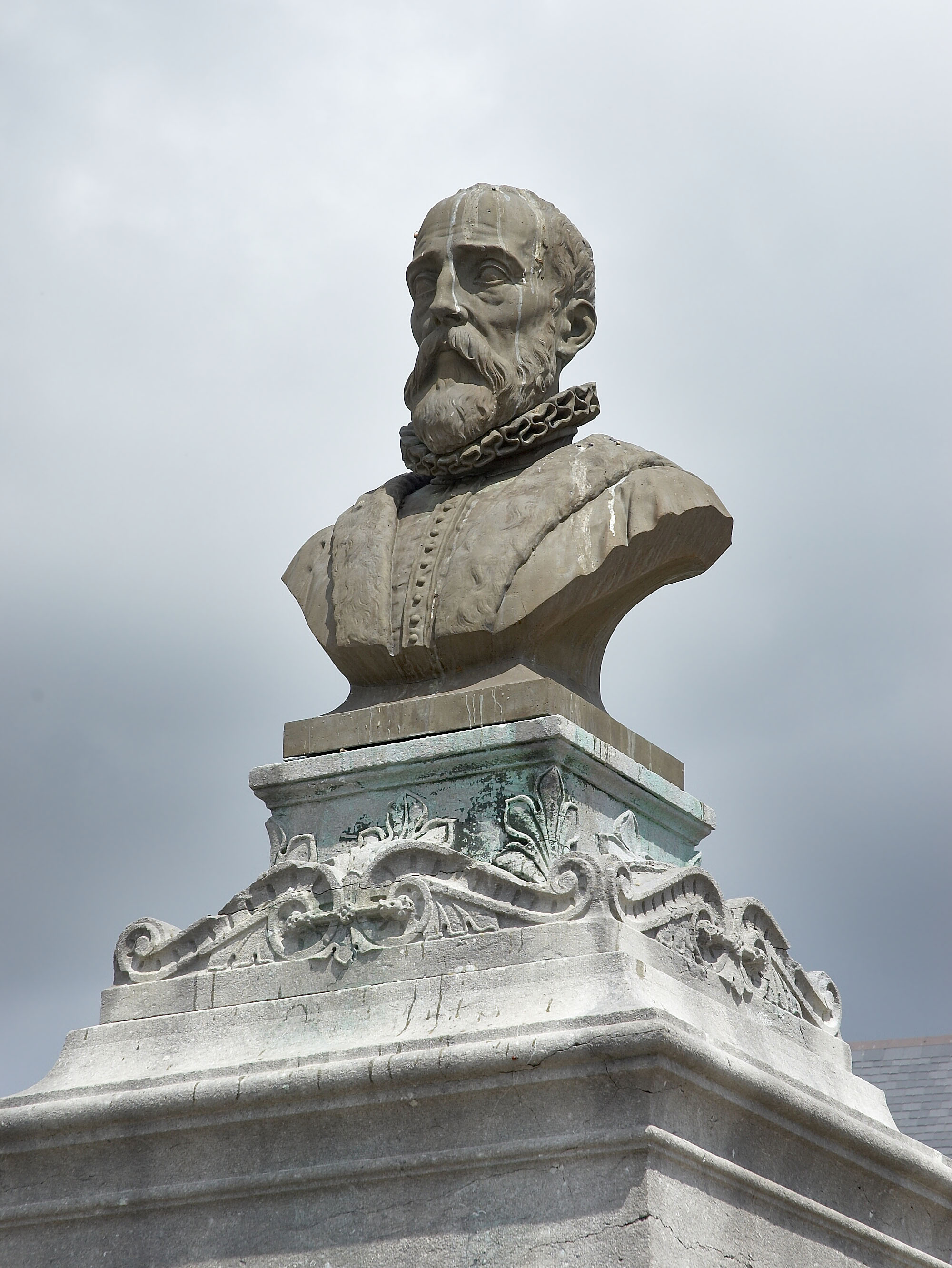
Monument au savant Juste Lipse sur la grand-place d'Overijse.
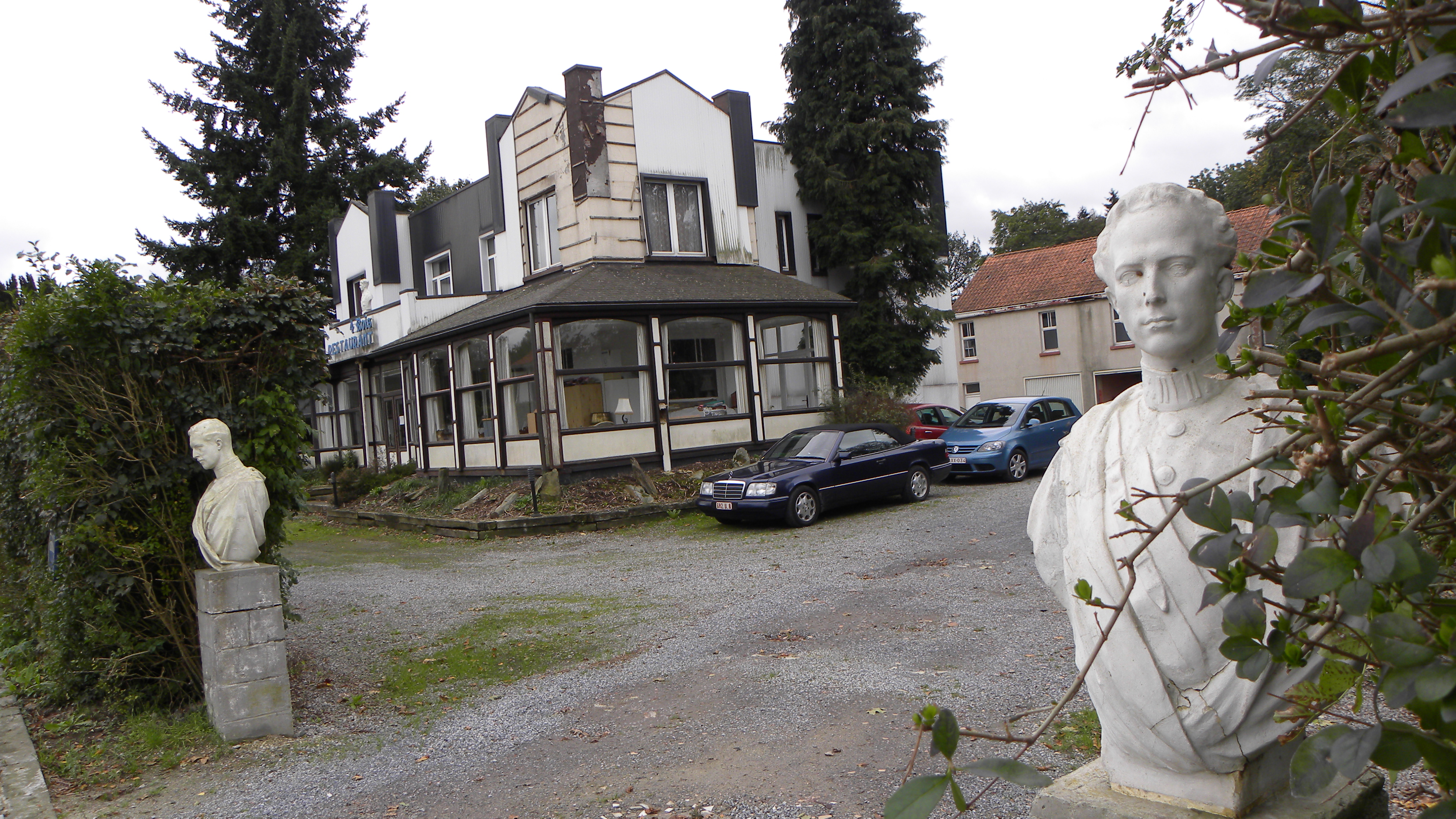
Restaurant Les 4 Rois[8] Tombeek (Overijse).
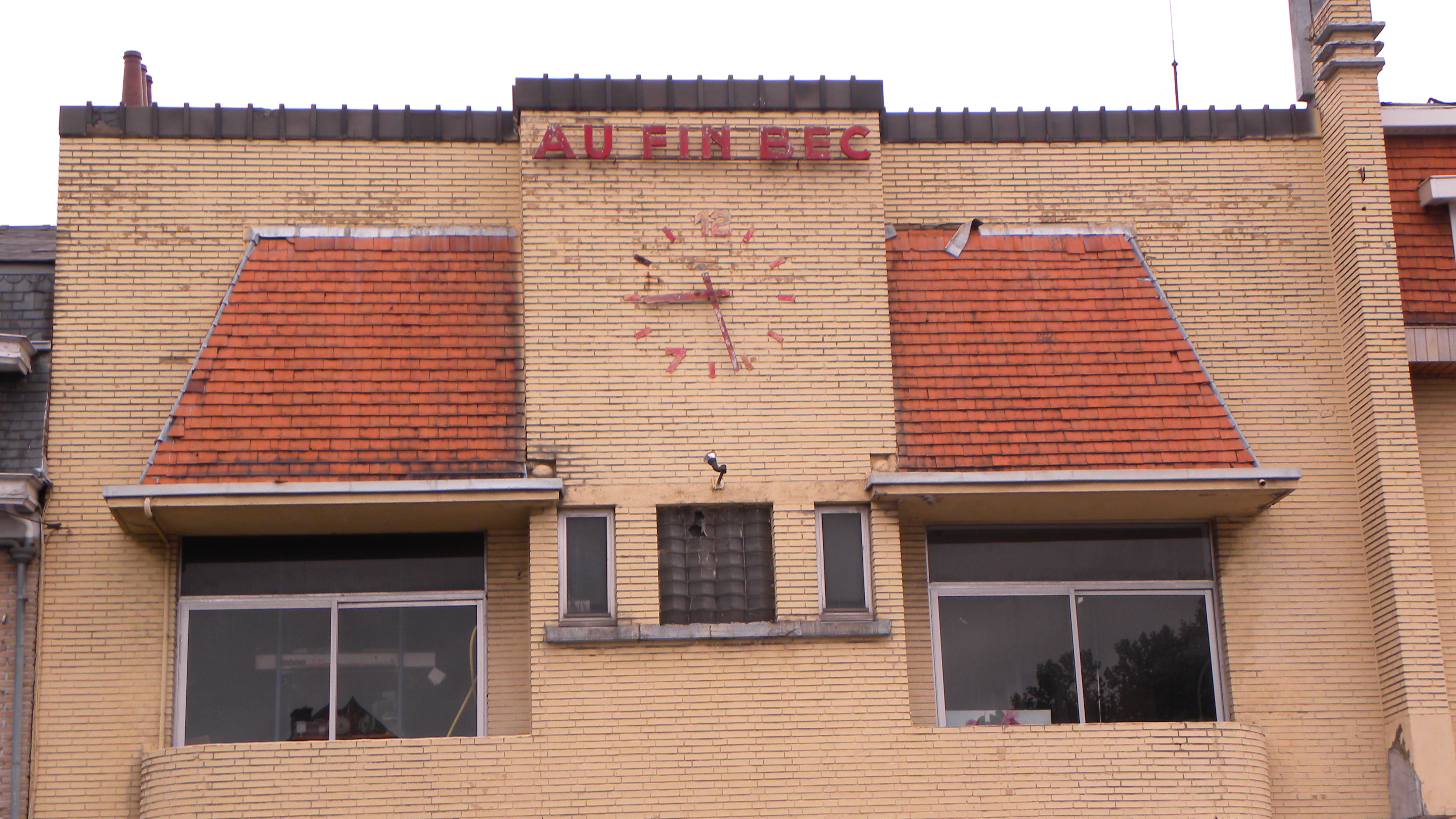
Façade de l'ancienne pâtisserie Au Fin Bec carrefour à Wavre.
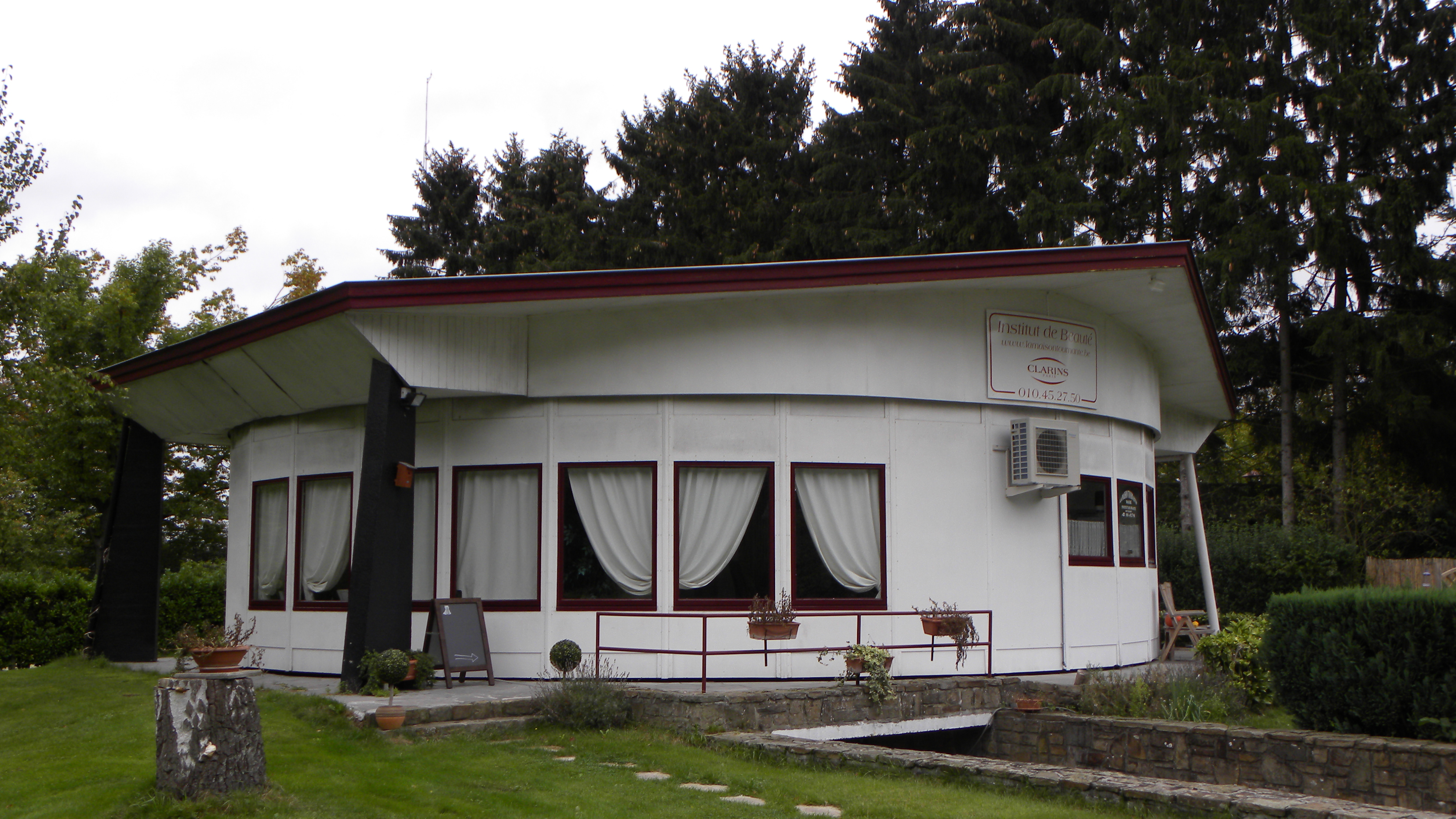
La Maison tournante à la sortie de Wavre[9].
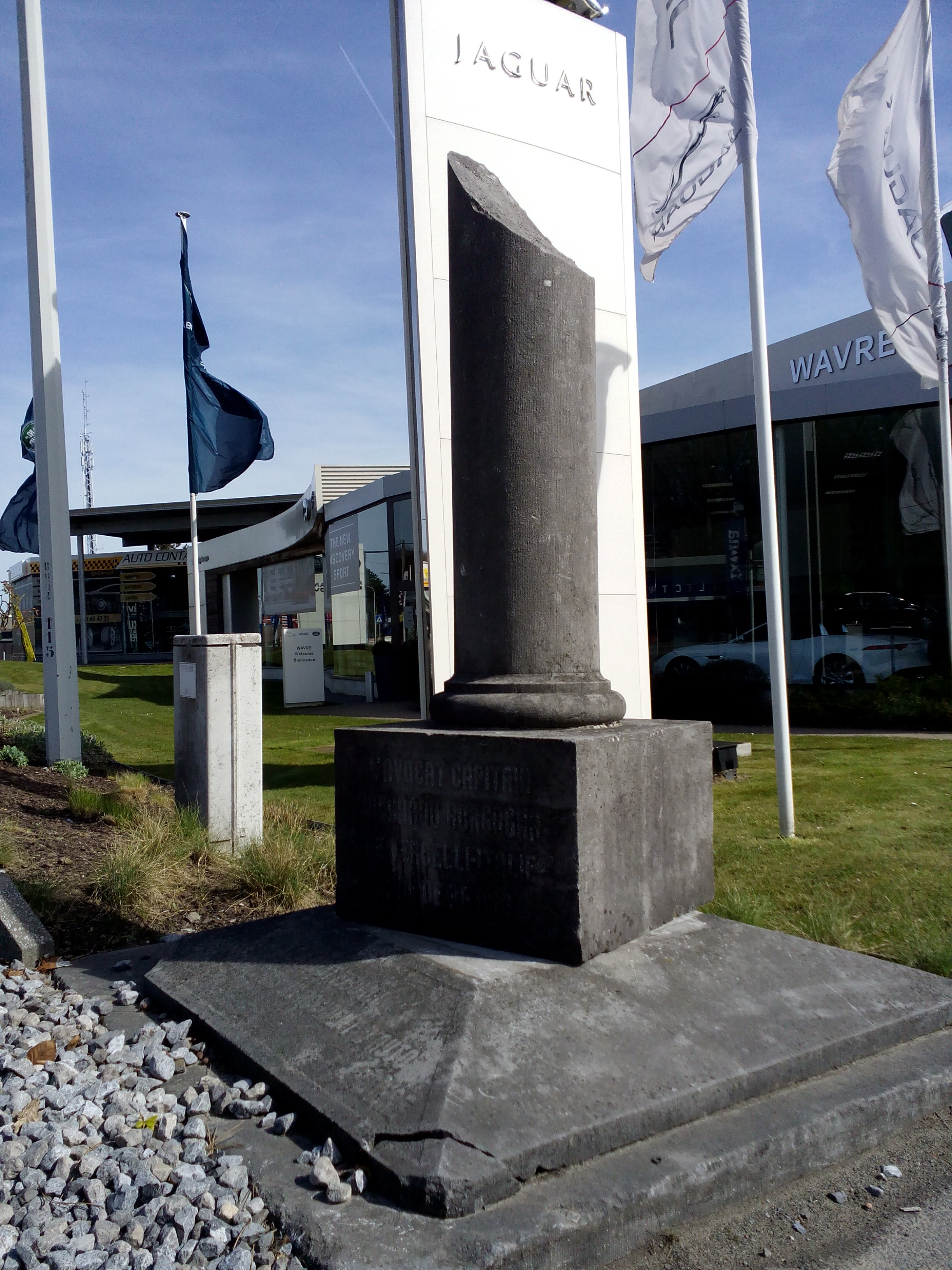
Mémorial de Riccardo Borgogna, décédé en 1930.
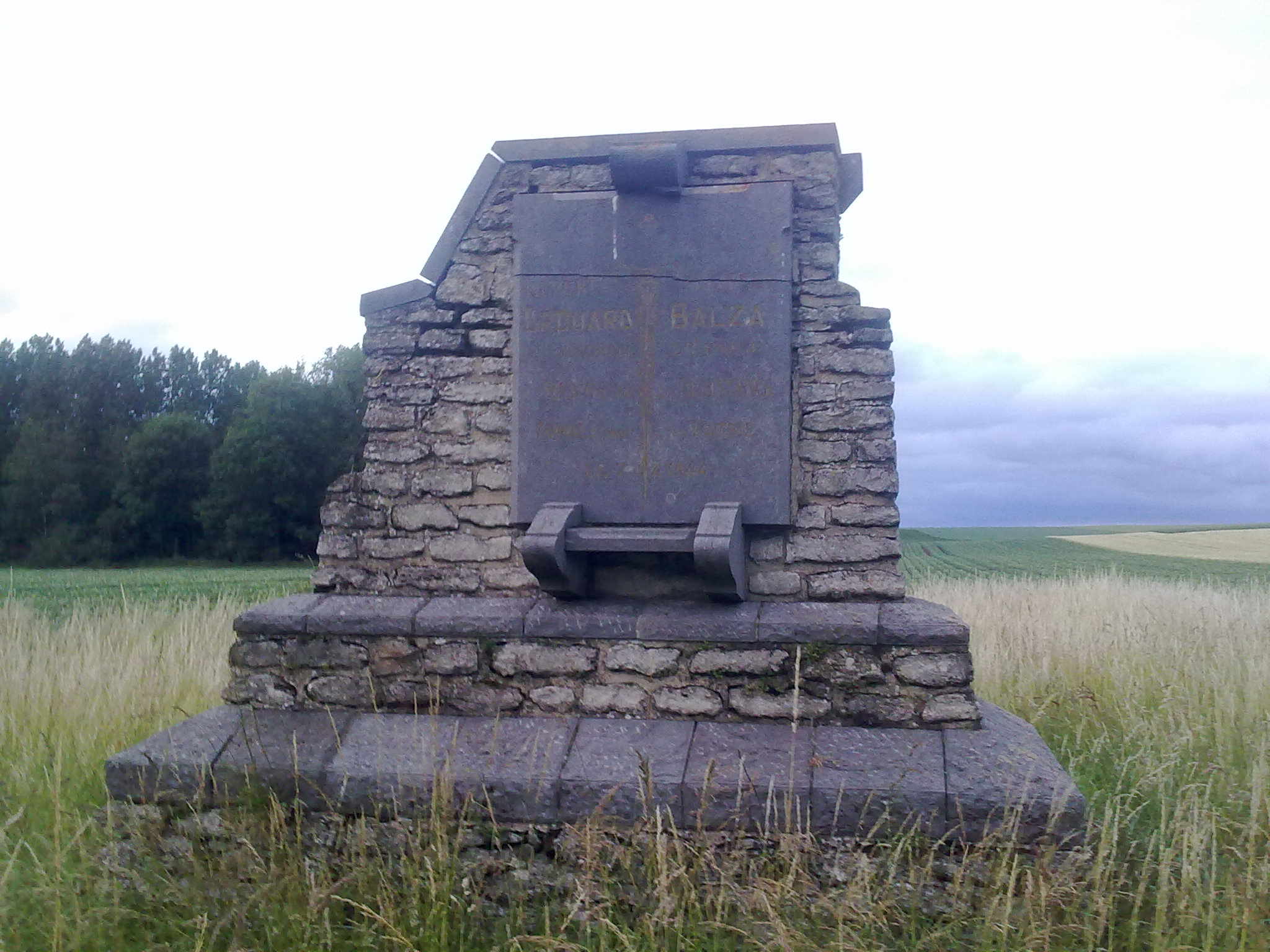
Walhain, Cénotaphe en mémoire des résistants Georges Balza d'Ernage et Albert Drouard de Sauvenière, abattus le 7 septembre 1944. Nationale 4, km32.
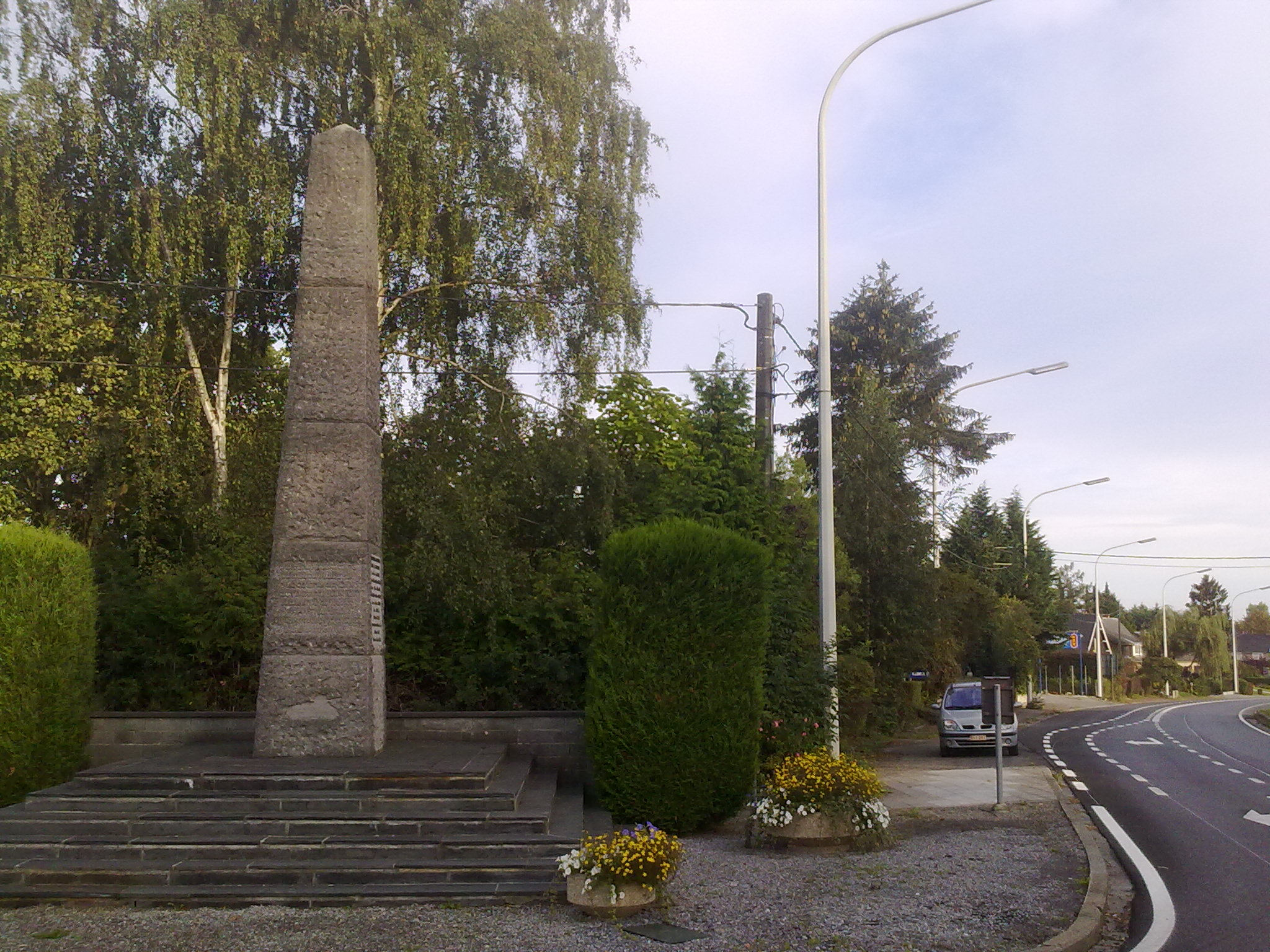
Gembloux, Mémorial des combats des 14-15 mai 1940.
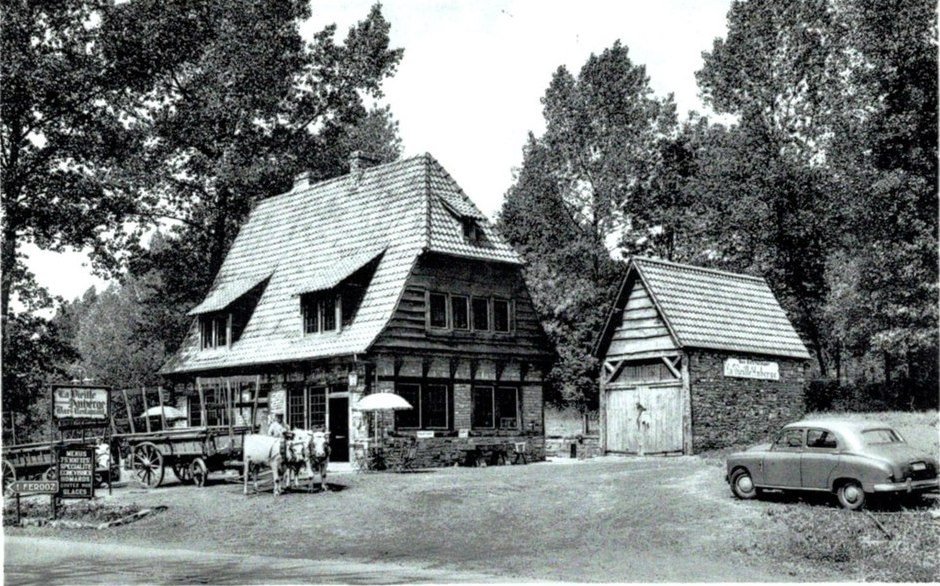
La vieille auberge à Beuzet.
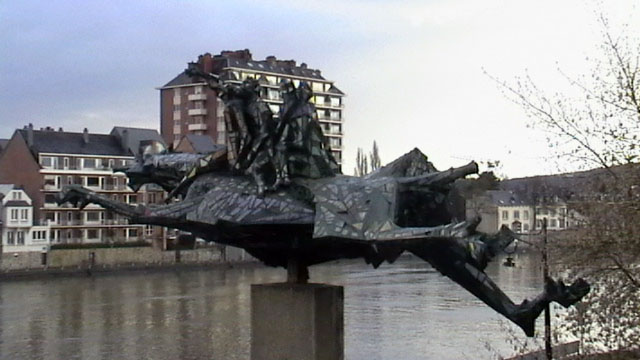
Le Cheval Bayard, sculpture d'Olivier Strebelle au franchissement de la Meuse à Namur.
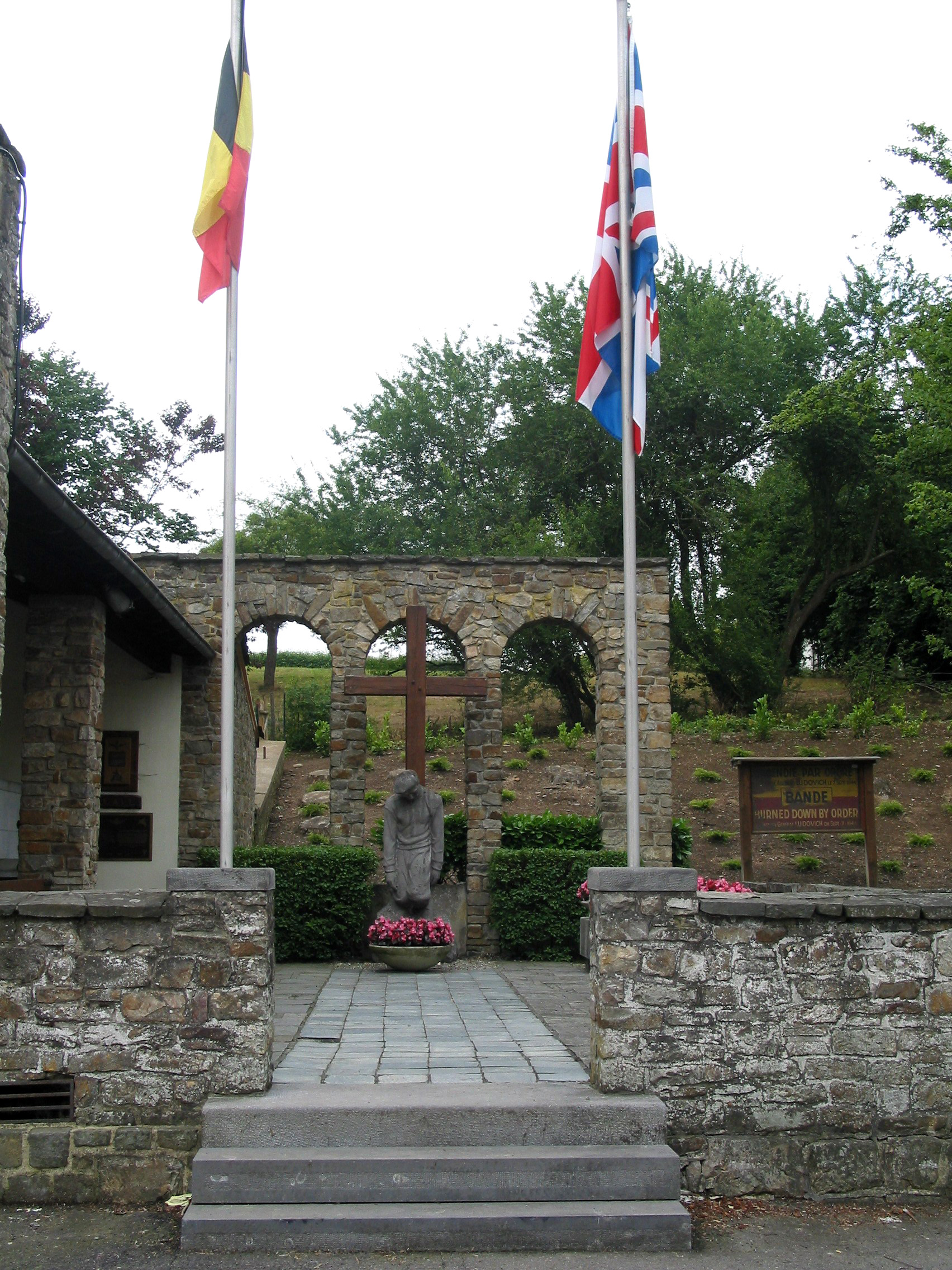
Bande, Mémorial aux civils assassinés en 1944.
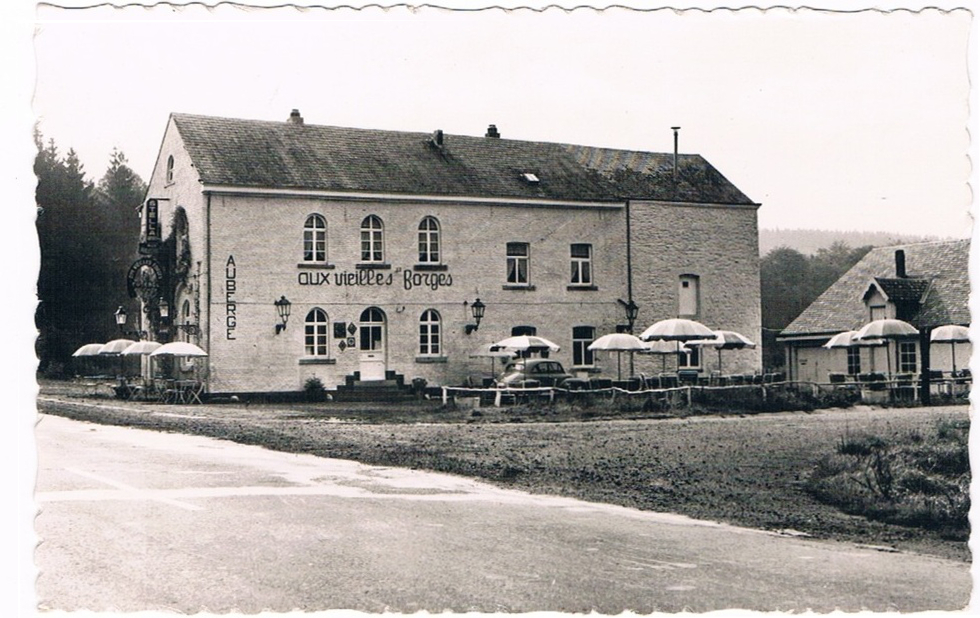
Hôtel des Vieilles Forges (montée de la barrière de Champlon en venant de Bande).
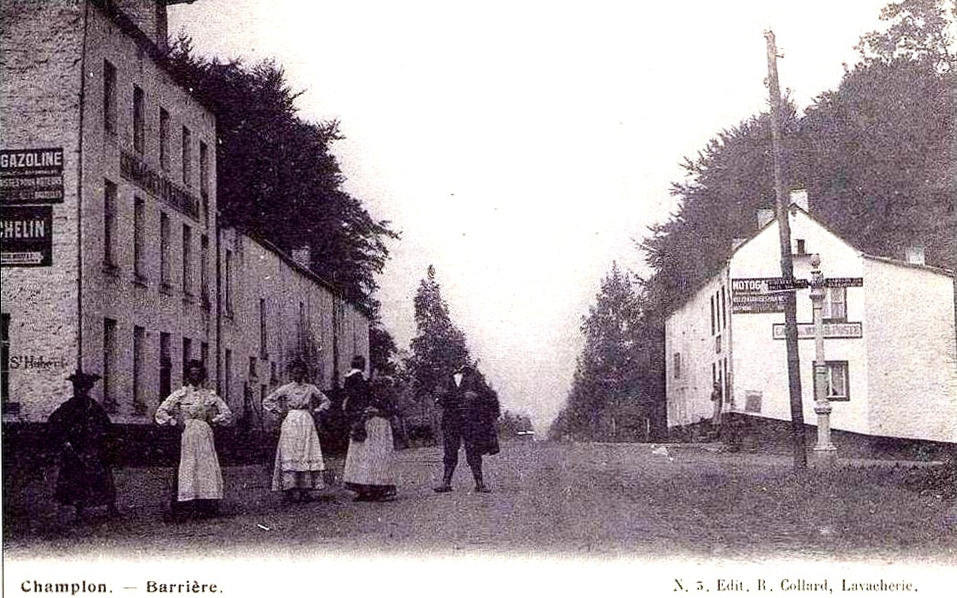
La Barrière de Champlon vers 1903 ; à gauche l'Hostellerie de la Barrière.
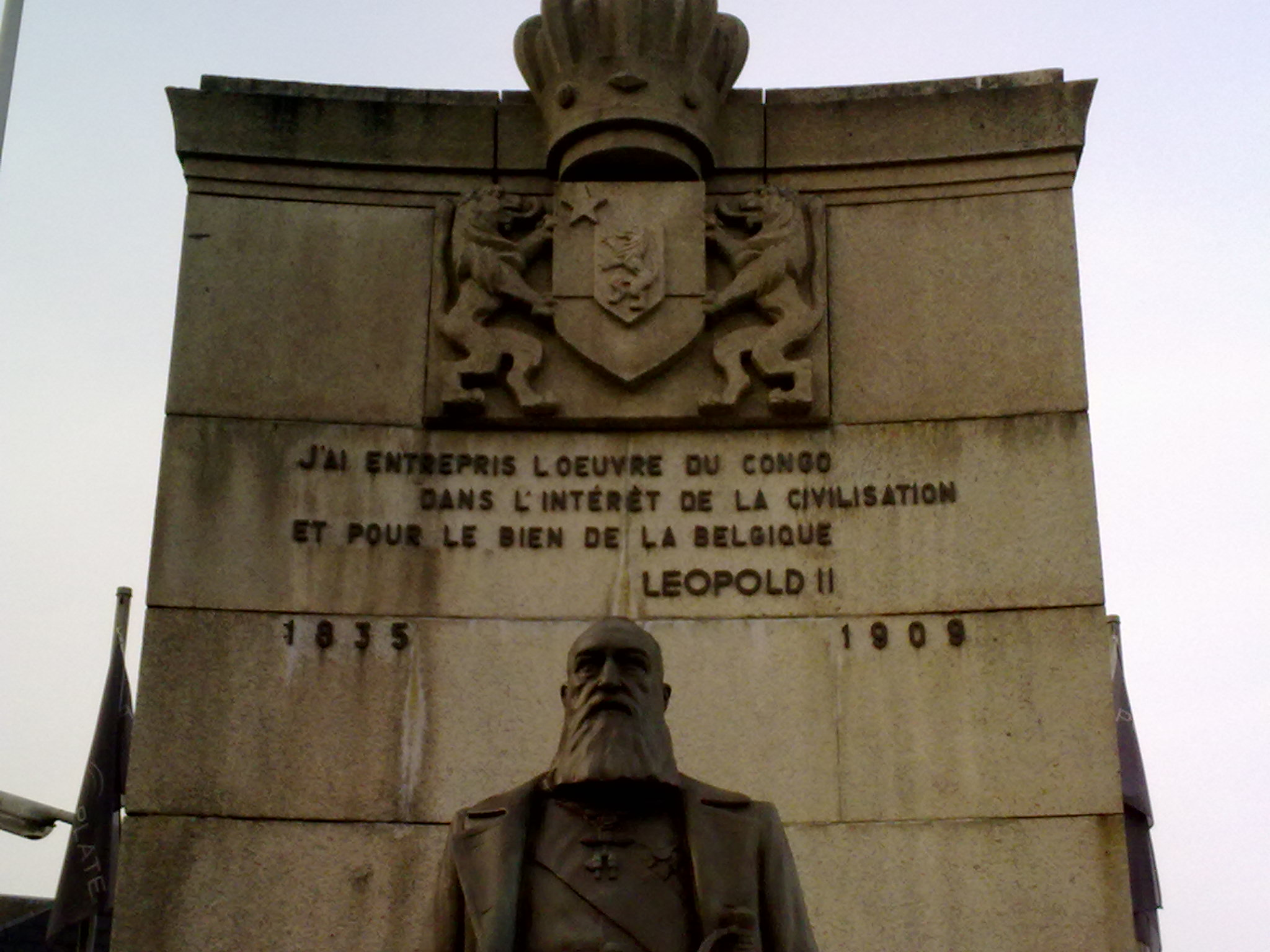
Arlon : monument à Léopold II le Colonisateur.